# Karima Lahmar
Karima Lahmar, née en 1984, est une nageuse algérienne.

## Carrière
Karima Lahmar est médaillée d'argent du 4x100 mètres quatre nages et médaillée de bronze du 100 mètres dos aux Championnats d'Afrique de natation 2006 à Dakar.
Aux Jeux africains de 2007 à Alger, elle est médaillée de bronze du 100 mètres dos. Aux Jeux panarabes de 2007 au Caire, elle est médaillée d'argent du 50 et du 100 mètres dos et médaillée de bronze du 4 x 100 mètres quatre nages.